# مارینتورم
مارینتورم (انگلیسی: Marienturm) ساختمان اداری ۳۸ طبقه مستقر در شهر فرانکفورت است، که در سال ۲۰۱۹ احداث گردید.